# 180 (videogioco)
180, a volte scritto in lettere One Hundred and Eighty, è un videogioco di freccette pubblicato nel 1986 dall'etichetta MAD della Mastertronic per i computer a 8 bit Commodore 64, MSX, Amstrad CPC, Atari 8-bit e ZX Spectrum. Le versioni Amstrad e Commodore sono chiamate anche Darts 180 nella schermata introduttiva. In Nordamerica il gioco uscì per Commodore 64 con il titolo Pub Darts.
Il nome 180 deriva dal massimo punteggio che si può fare a freccette in un turno (3 tiri da 60 punti).
Per sala giochi, Amiga e Atari ST, l'etichetta Arcadia della Mastertronic pubblicò successivamente un titolo simile, World Darts.

## Modalità di gioco
La simulazione del lancio della freccetta si basa su una visuale frontale del bersaglio, con raffigurata davanti la mano fluttuante del giocatore. A lato è mostrata una lavagna con i punteggi.
La mano oscilla e si sposta continuamente, cambiando così il punto in cui si mira, e può essere controllata solo con movimenti diagonali, per simulare la difficoltà di aggiustamento della mira e dare maggior realismo.
Quando tira un avversario controllato dal computer, la schermata cambia su una visuale di lato animata del personaggio, con il sottofondo del bancone del pub di ambientazione.
Tre sono le modalità di gioco:
1. Torneo
2. Pratica
3. Multigiocatore

Nella prima si compete nel gioco delle freccette in un torneo a eliminazione con il regolamento ufficiale, sottraendo il punteggio ottenuto con ogni lancio da 501 per raggiungere lo 0. A ogni turno si dispone di tre tiri. Per giungere a 0 nel colpo finale è necessario centrare esattamente il punteggio mancante, e solo con un tiro nella corona di valore doppio (es. se mancano 4 punti è necessario un doppio 2). Ci sono 8 personaggi avversari caricaturali da affrontare; hanno propri stili di gioco diversi, ma non è esplicitato quali siano. Si inizia dai quarti di finale e il giocatore dovrà vincere due su tre manche per avanzare nel torneo, fino alla finale contro l'infallibile Jammy Jim dove, per vincere il torneo, basterà una sola manche.
La modalità di allenamento è senza avversari e si ha a disposizione un minuto di tempo per colpire tutti i 20 numeri del bersaglio in ordine.
Nel multigiocatore si compete in due, sempre con le regole professionistiche e i 501 punti.
Una voce digitalizzata pronuncia "180" in inglese quando si riesce a fare una tripletta da 180 punti e in alcune versioni anche all'avvio del programma.

## Accoglienza
La critica europea dei suoi tempi giudicò 180 solitamente in modo positivo. C'erano stati altri tentativi di realizzare videogiochi di freccette, e 180 venne spesso considerato il migliore del suo genere fino ad allora.
Tra le testate più entusiaste ci furono le britanniche Computer and Video Games 66 per la versione Commodore 64 e Sinclair User 57 per la versione ZX Spectrum.
Secondo le stime di alcuni degli autori, le copie di 180 vendute in Europa per ogni versione sono le seguenti. Le stime sono approssimative, in quanto raramente ricevevano dati di vendite dagli editori.
| Piattaforma  | Stima vendite |
| ------------ | ------------- |
| ZX Spectrum  | 60 000        |
| Amstrad CPC  | 60 000        |
| Commodore 64 | 60 000        |
| Atari 8-bit  | 10 000        |
| MSX          | 10 000        |